# Caterina Scorsone
Caterina Reminy Scorsone (Toronto, 16 ottobre 1981) è un'attrice canadese.

## Biografia
Per metà italiana, Caterina Scorsone è figlia di Bruno Antonio Scorsone, direttore esecutivo dell'organizzazione The Good Neighbours Club a Toronto, che si occupa di fornire assistenza medica, cibo, vestiti e ogni tipo di servizio a uomini di età superiore ai 50 anni che vivono in povertà. È la terza di cinque figli: ha due sorelle gemelle più grandi (Francesca e Jovanna) e una sorella e un fratello più piccoli (Elias e Debora). Una delle sue sorelle più grandi, Francesca, è stata anche un'attrice. Ha frequentato la Cardinal Carter Academy per artisti a Toronto, dove apparve in Oklahoma! e in altre produzioni teatrali. Ha frequentato l'Università di Toronto, laureandosi nel 2005 in studi letterari e filosofia.
Le sue prime attività nell'ambito recitativo risalgono ad alcune serie televisive canadesi come Mr. Dressup e Piccoli Brividi , Power Play e alla pellicola Il terzo Miracolo (quest'ultimo nel ruolo di protagonista). Segue la partecipazione alla serie poliziesca Missing. Nel 2010 partecipa alla terza stagione della serie Private Practice nel ruolo di Amelia Shepherd, sorella del dottor Derek Shepherd, personaggio con cui entra nel cast regolare della serie a partire dalla quarta stagione. Sempre con il ruolo di Amelia, partecipa anche ad alcune puntate di Grey's Anatomy, ad una della settima stagione (7x03), e ad una dell'ottava stagione (8x16). Ritorna in Grey's Anatomy nelle ultime 4 puntate della decima stagione. Nel giugno 2014 viene annunciata la sua entrata come "regular" nel cast di Grey's Anatomy. Caterina ha inoltre registrato una canzone con suo marito: "I Play In Your Band" (2015-2016), ed è apparsa in due video musicali dei "The Rescues" ovvero: "Can't Stand The Rain" e "You're Not Listening"

## Vita privata
Caterina Scorsone si è sposata nel giugno del 2009 con Rob Giles, un membro della band The Rescues. Il 6 luglio 2012 ha dato alla luce la loro primogenita, Eliza, a Los Angeles, in California. Il 4 agosto 2016, durante Il TCA Press Tour, Caterina annuncia la sua seconda gravidanza e l'8 novembre successivo dà alla luce la sua secondogenita, Paloma Michaela. Il 31 ottobre 2019, tramite Instagram, annuncia che lei e suo marito aspettano il loro terzo figlio. Il 31 dicembre 2019 con un post su Instagram ha annunciato la nascita della terza figlia Arwen Lucinda. All'inizio di maggio 2020 annuncia la sua separazione da Rob Giles.

## Filmografia

### Cinema
- College femminile (All I Wanna Do), regia di Sarah Kernochan (1998)
- Teen Knight, regia di Phil Coueau (1999)
- Il terzo miracolo (The Third Miracle), regia di Agnieszka Holland (1999)
- Fuori controllo (Edge of Darkness), regia di Martin Campbell (2010)
- The November Man, regia di Roger Donaldson (2014)

### Televisione
- Piccoli brividi (Goosebumps) – serie TV, 4 episodi (1995-1998)
- Siete pronti? (Ready or Not) – serie TV 1 episodio (1996)
- Tucker e Becca, nemici per la pelle (Flash Forward) – serie TV, 1 episodio (1996)
- PSI Factor – serie TV, 1 episodio (1996)
- Once a Thief – serie TV? 1 episodio (1998)
- Power Play – serie TV, 26 episodi (1998-2000)
- L'aritmetica del diavolo (The Devil's Arithmetic), regia di Donna Deitch – film TV (1999)
- Rated X - La vera storia dei re del porno americano (Rated X), regia di Emilio Estevez – film TV (2000)
- Common Ground, regia di Donna Deitch – film TV (2000)
- My Horrible Year, regia di Eric Stoltz – film TV (2001)
- The Associates – serie TV, 2 episodi (2002)
- Missing – serie TV, 55 episodi (2003-2006)
- The Border – serie TV, 1 episodio (2008)
- Crash – serie TV, 4 episodi (2008-2009)
- Castle – serie TV, episodio 1x07 (2009)
- Alice – miniserie TV, 2 episodi (2009)
- Private Practice – serie TV, 62 episodi (2010-2013)
- Grey's Anatomy – serie TV, 104 episodi (2010-in corso)
- Station 19 – serie TV, 5 episodi (2020 - incorso)

## Doppiatrici italiane
Nelle versioni in italiano dei suoi lavori, Caterina Scorsone è stata doppiata da:
- Domitilla D'Amico in Private Practice, Grey's Anatomy, The November Man, Station 19
- Laura Lenghi in Castle
- Debora Magnaghi in Missing
- Francesca Fiorentini in Fuori controllo